# Accumulatore litio-ferro-fosfato
La batteria al litio-ferro-fosfato (LiFePO4) (in breve chiamata anche "LFP") è un tipo di batteria ricaricabile, nello specifico una batteria agli ioni di litio, che utilizza il litio-ferro-fosfato come materiale catodico.

## Storia
Il LiFePO4 è stato scoperto dal gruppo di ricerca di John Goodenough all'Università del Texas nel 1996 
come un materiale catodico per le batterie al litio. Grazie al suo basso costo, alla sua atossicità, all'abbondanza del ferro, alla sua alta stabilità termica, caratteristiche di sicurezza, buone prestazioni elettrochimiche, e alla sua alta capacità specifica (170 mA·h/g) ha guadagnato una posizione nel mercato.
Il limite tecnico che, inizialmente, ha relegato questa batteria a una nicchia di mercato è stata la sua alta resistenza elettrica.
Questo problema, comunque, è stato parzialmente risolto riducendo la dimensione delle particelle utilizzate nella costruzione, rivestendo le particelle di LiFePO4 con materiali conduttori come il carbonio e, parzialmente, ricorrendo al drogaggio dei semiconduttori.
È stato poi scoperto che una migliore conduttività veniva creata con nanoparticelle di carbonio create da precursori organici.
Molti accumulatori al litio (Li-ion) utilizzati nei prodotti di consumo sono delle batterie al litio ossido di cobalto (LiCoO2). Altre varietà di batterie includono litio-ossido di manganese (LiMn2O4) e litio-ossido di nickel (LiNiO2). Le batterie vengono denominate a seconda del materiale utilizzato per il catodo; gli anodi vengono generalmente costruiti in carbonio e vi è un'ampia scelta nell'elettrolita da utilizzare.
Introdotte da BYD Auto sui primi veicoli elettrici, le batterie LFP presentavano una densità energetica segnatamente inferiore a quella delle batterie nichel-manganese-cobalto, gap recuperato con l'introduzione della tecnologia cell-to-pack.

## Vantaggi e svantaggi
Le batterie LiFePO4 sono comunque degli accumulatori che utilizzano la chimica del litio, dalla quale ereditano gli stessi vantaggi e svantaggi. I vantaggi chiave delle batterie LiFePO4, rispetto alle LiCoO2, sono una maggiore resistenza termica, una maggiore resistenza all'invecchiamento, una più alta corrente di picco e l'utilizzo del ferro che, al contrario del cobalto, ha un minore impatto ambientale.
Gli accumulatori LFP hanno alcune caratteristiche, che si possono riassumere in vantaggi e svantaggi.

### Vantaggi
1. Molte batterie LFP hanno una bassa corrente di auto-scarica.
2. Se usate al 90% della capacità nominale, la loro vita media supera abbondantemente i 2.000 cicli completi di ricarica.
3. Anche sottoposte a grossi carichi, garantiscono un'ottima stabilità in tensione.
4. Rispetto ad altre tecnologie al litio, le batterie LFP sono soggette a un effetto di invecchiamento relativamente basso anche se mantenute ad alte temperature.
5. Le celle sono disponibili in commercio in diversi formati che le rendono particolarmente idonee per realizzare batterie per trazione nelle taglie più diffuse di 100 / 200 / 300 / 400 AH

### Svantaggi
1. L'energia specifica di un accumulatore LFP è inferiore a un accumulatore LiCoO2, anche se i vari produttori stanno investendo per risolvere questo divario.[8]
2. Agli albori di questa tecnologia, le batterie, se nuove, potevano subire dei malfunzionamenti se scaricate più del 66%, quindi era consigliato un periodo di rodaggio. Questo, grazie all'introduzione di nuovi catodi, non è più attualmente necessario.
3. Agli albori di questa tecnologia, le batterie soffrivano durante la ricarica rapida. Grazie all'introduzione di nuovi catodi, avvenuta intorno al 2015-2016, questa tecnologia permette ora correnti di carica pari anche a 5-7 volte la capacità nominale.

Ecco un esempio grafico di performance di una cella da 3.000 mAh sottoposta a carichi di corrente crescenti:
 Tabella Performance a colori (PDF). URL consultato il 7 settembre 2016 (archiviato dall'url originale il 20 settembre 2016).
| Tipologie di batterie           | Piombo Acido | NiCd   | NiMh          | LiCo (Li-Ion o LiPo) | LiMn (NCM Li-Ion) | LiFePo4    |
| ------------------------------- | ------------ | ------ | ------------- | -------------------- | ----------------- | ---------- |
| Anno di commercializzazione     | 1956         | 1990   | 1990          | 1992                 | 1997              | 2004       |
| Sicurezza                       | Buono        | Buono  | Buono         | Pessimo              | Quasi buono       | Eccellente |
| Prodotto Green                  | No           | No     | Si            | No                   | Si                | Si         |
| Carica a temperature elevate    | Buono        | Buono  | Mediocre      | Quasi buono          | Pessimo           | Buono      |
| Effetto memoria                 | No           | Si     | Molto ridotto | No                   | No                | No         |
| Tensione nominale               | 2V           | 1,25V  | 1,25V         | 3,7V                 | 3,7V              | 3,2V       |
| Densità di potenza (mW/g)       | ND           | ND     | ND            | 140-160              | 105-110           | 160        |
| Densità di energia (Wh/kg)      | 30           | 57     | 80            | 167                  | 110               | 115        |
| Potenza di Start Up (W/kg)      | 300          | 400    | 600           | 900                  | 500               | >2500      |
| Cicli di vita (scarica 1C)      | 400          | 500    | 500           | >500                 | >500              | >2000      |
| Vita in servizio (uso continuo) | 1-2 anni     | 3 anni | 3 anni        | 2 anni               | 2 anni            | 5-6 anni   |
| Efficienza di carica            | 60%          | 75%    | 70%           | 90%                  | 90%               | 95%        |
| Tempo di carica (ore)           | 8            | 1.5    | 4             | 2-4                  | 2-4               | 0,25-1     |
| Autoscarica (mensile)           | 20%          | 15%    | 30%           | 10%                  | 10%               | 0,8%       |

## Sicurezza

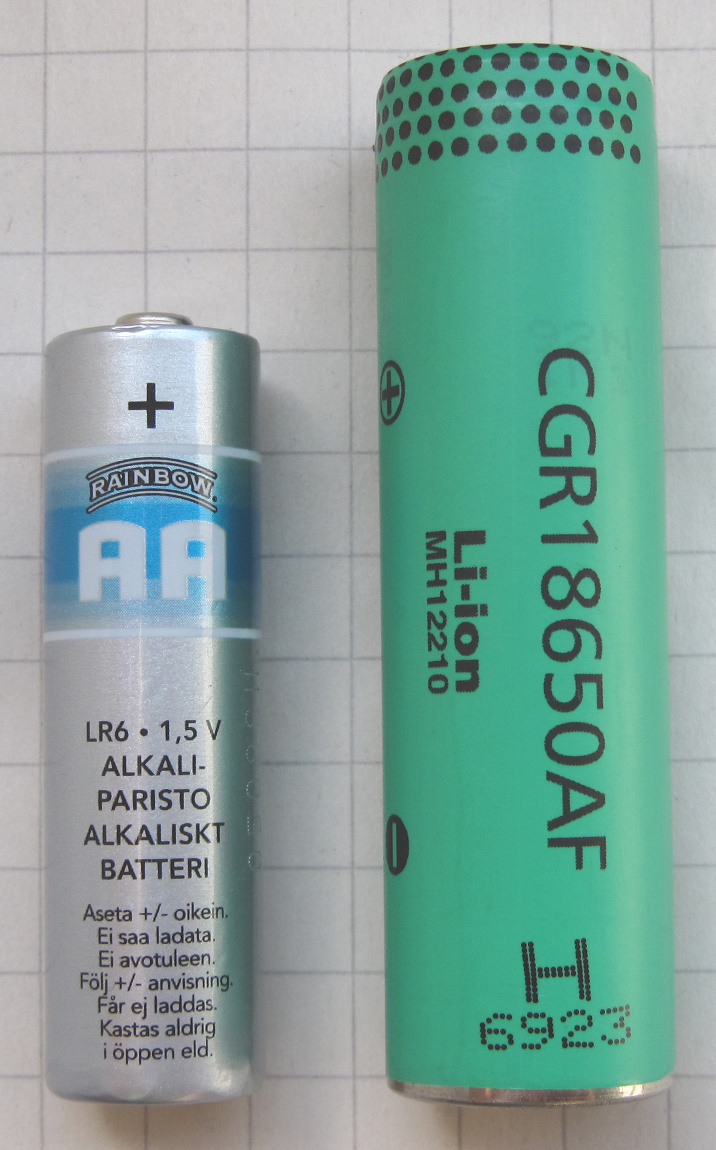
Confronto visivo tra batteria AA (alcalina) e cella cilindrica tipo 18650 (Li-ion non LFP)

LiFePO4 è un materiale intrinsecamente più sicuro rispetto al LiCoO2 e alla controparte al manganese. Il legame Fe-P-O è più forte del legame Co-O così, nel caso cui non vengano rispettate le condizioni operative (cortocircuito, surriscaldamento, ecc.) gli atomi di ossigeno sono più difficili da rimuovere. 
Questa stabilità della reazione redox, oltre a stabilizzare la cella, aiuta anche il trasferimento dell'energia. Solo le temperature superiori agli 800 °C possono rompere il legame ossigeno: ciò assicura un ampio range sopportabile di temperature rispetto al LiCoO2.
Poiché il litio tende a migrare all'esterno del catodo della cella LiCoO2, lo ione CoO2 causa un'espansione non lineare, che procura danni strutturali alla cella. I vari stati del litio nella formula LiFePO4 sono strutturalmente simili, così le celle LiFePO4 sono strutturalmente più stabili rispetto alla controparte LiCoO2.
Quando totalmente cariche, nel catodo delle celle LiFePO4 non rimane alcuna traccia di litio, mentre nelle celle al cobalto ne rimane circa il 50%.

## Utilizzi
Attualmente questa tecnologia è impiegata per la costruzione di accumulatori per automobili ibride ed elettriche.
Grazie alla loro relativa economicità, queste batterie vengono utilizzate anche da hobbysti e nel progetto "un computer per ogni bambino".
Nell'ambito dei trasporti, il loro utilizzo non si ferma alle automobili: vengono usate anche nelle biciclette a pedalata assistita, nei motoveicoli elettrici e, nell'utilizzo professionale, nei veicoli per le guardie di sicurezza.
Sono presenti in diversi formati: cilindrici (18650 - dove 18 sta per il diametro e 65 per la lunghezza espressi in millimetri - 26650, 38120, 38140, 40160), o rettangolari, senza però un formato definito.
Le capacità per le celle cilindriche possono andare da 1,1 Ah (18650) a 16 Ah (40160).
Le capacità per quelle rettangolari partono da 20 Ah e possono arrivare fino a 1000 Ah per cella.